# Droga krajowa B12 (Austria)
Droga krajowa B12 (Brunner Straße)  - droga krajowa we wschodniej Austrii łącząca centrum Wiednia z leżącą na przedmieściach stolicy gminą Brunn am Gebirge. Arteria posiada dwie odnogi: B12a i B12b - łączą one B12 odpowiednio z autostradą A21 i A23.